# 植垣貴志
植垣 貴志（うえがき たかし、1989年6月17日 - ）は、大阪府出身の元ハンドボール選手。
実姉はハンドボール選手の植垣暁恵、実弟もハンドボール選手の植垣健人。

## 経歴
大阪体育大学附属中学校時代は2004年の第13回JOCジュニアオリンピックで優秀選手に選ばれた。
中学卒業後は大阪体育大学浪商高等学校へ進学し、2005年に日本代表U-16に選出。
2006年は第2回男子アジアユース選手権の日本代表U-19に選出された。
高校卒業後は大阪体育大学へ進学。2008年に第11回男子ジュニアアジア選手権の日本代表に選ばれた。
2012年に日本ハンドボールリーグの大崎電気へ加入。
2017-18年シーズン終了後に現役を引退。

## 詳細情報

### 年度別成績
| 年       | チーム   | 試合 | フィールド 得点 | 率   | 7m  | 合計  | 警告 | 退場 | 失格 |
| -------- | -------- | ---- | --------------- | ---- | --- | ----- | ---- | ---- | ---- |
| 2012-13  | 大崎電気 | 1    | 2/5             | .400 | 0/0 | 2/5   | 0    | 0    | 0    |
| 2013-14  | 大崎電気 | 2    | 2/5             | .400 | 0/0 | 2/5   | 0    | 2    | 0    |
| 2014-15  | 大崎電気 | 5    | 7/8             | .875 | 0/0 | 7/8   | 0    | 1    | 0    |
| 2015-16  | 大崎電気 | 8    | 6/10            | .600 | 0/0 | 6/10  | 0    | 1    | 0    |
| 2016-17  | 大崎電気 | 12   | 10/12           | .833 | 0/1 | 10/13 | 1    | 0    | 0    |
| 2017-18  | 大崎電気 | 10   | 3/6             | .500 | 0/0 | 3/6   | 1    | 0    | 0    |
| JHL：6年 | JHL：6年 | 38   | 30/46           | .652 | 0/1 | 30/47 | 2    | 4    | 0    |

### 記録
- フィールドゴール初得点：2013年2月17日、対トヨタ自動車東日本戦（生駒市市民体育館）[7]

### 背番号
- 28 (2012年 - 2018年)